# Epicalymma exigua
Epicalymma exigua is een eenoogkreeftjessoort uit de familie van de Oncaeidae. De wetenschappelijke naam van de soort is voor het eerst geldig gepubliceerd in 1908 door Farran.